# Anatoli Slivko
Anatoli Iemelianovitch Slivko (en russe : Анато́лий Емелья́нович Сливко́) né le 28 décembre 1938 à Izberbach au Daghestan (Union soviétique) et exécuté par balle le 16 septembre 1989 à la prison de Novotcherkassk était un tueur en série nécrophile soviétique opérant dans la ville de Nevinnomyssk de 1973 à 1985.

## Biographie
Slivko tenait un journal intime où il avait consigné l'histoire de ses crimes. Selon lui, tout a commencé quand il avait quatre ans sous l'occupation allemande. Il croyait se souvenir vaguement de l’exécution d'un enfant dont les chaussures éclaboussées de sang étaient le détail le plus marquant. En 1961, il a été témoin d'un accident routier au cours duquel un chauffard avait percuté une colonne de jeunes pionniers (l'équivalent de scouts en URSS). L'un des enfants a été gravement blessé et là, comme dans ses primes souvenirs, les chaussures ensanglantées ressortaient tout particulièrement. Il en a ressenti une forte excitation sexuelle et à partir de ce moment, les chaussures d'enfant sont devenues son objet fétiche. Lors de son service militaire dans la région de Vladivostok Slivko a remarqué que toutes les conversations de ses camarades concernant les femmes le laissaient indifférent alors que les souvenirs et fantasmes autour de l'accident de 1961 s'intensifiaient. Il en a été lui-même terrifié. De retour à la vie civile Slivko s'est installé dans la ville de Nevinnomyssk où vivaient ses parents et a trouvé un travail à l'usine Azot. Parallèlement à son travail il s'est engagé à l'école numéro 15 pour y présenter une série de récits sur la nature sibérienne et, plus tard, a monté un club de randonnée pour enfants et adolescents. Il tournait également les films amateurs sur les activités du club avec la caméra "Quartz" reçue en cadeau de ses camarades militaires. Slivko a appelé son club "TCHERGUID" (en russe : ЧЕРГИД) l'acronyme de "par fleuves, monts et vallées" (en russe : Через реки, горы и долины). Les parents eux-mêmes y amenaient leurs enfants pour les préserver des mauvaises fréquentations, et ces derniers également considéraient comme un grand privilège d’en faire partie. Le journal Pionerskaïa Pravda a rendu à plusieurs reprises hommage au club Tcherguid et à son directeur. Slivko a fini par se marier avec une femme travaillant dans la même usine et a eu deux enfants. Bien qu'il n'ait pas fait d'études supérieures le pouvoir soviétique lui a attribué le titre d'enseignant émerite de la République socialiste fédérative soviétique de Russie (en russe : Заслу́женный учи́тель шко́лы РСФСР).

## Meurtres
L'intention initiale de Slivko n'était pas de tuer, mais d'assouvir ses pulsions sadiques. Il a eu depuis toujours un fantasme de rejouer les scènes dans lesquelles les jeunes pionniers étaient victimes de violences, car seule la souffrance de jeunes garçons lui procurait du plaisir sexuel. Pour cela il voulait disposer d'un enfant dans un état inconscient pour ne pas se faire découvrir. Slivko avait lu dans les livres de médecine que la pendaison de courte durée avait pour effet d'induire une amnésie rétroactive. Il choisissait donc un jeune pionnier en qui il avait alors le plus confiance pour le faire participer à une « expérience » qui consistait à tourner un court-métrage sur la torture et l'exécution par pendaison d'un jeune pionnier. Il faisait signer à l'enfant les documents qu'il produisait lui-même où celui-ci s'engageait à garder le secret. Ensuite, il lui offrait un uniforme neuf de pionnier et lui cirait ses chaussures.
Plusieurs expériences se sont déroulées parfaitement ou avec des dommages minimes pour la santé des enfants comme un mal de tête ou des vertiges le lendemain des faits. Puis, un accident est arrivé avec un garçon nommé Sacha Nesmeïanov. Slivko a caché le corps et bien que la mère de l'enfant et la milice soient venus l'interroger comme la personne présumée être la dernière à avoir vu le disparu, il n'a pas été inquiété davantage. Il y a eu en tout sept morts parmi les garçons du club Tcherguid. Les meurtres étaient pris en vidéo aussi bien que le dépeçage des corps, tout comme les actes obscènes avec les victimes inconscientes. Lors de ces mises en scènes macabres, une attention particulière était portée aux chaussures de jeunes garçons. Il arrivait que Slivko achète une paire de chaussures toute neuve à sa victime spécialement à l'occasion. Quand tout était fini, il les sciait à l'aide d'une scie manuelle et les brûlait. Après son arrestation, Slivko a également confessé le meurtre d'un jeune garçon inconnu en 1964 qui est resté non-identifié.
Parmi les enfants ayant survécu à ses "expériences", on compte Sergueï Jirnov, qui deviendra par la suite espion du KGB et infiltrera l'ENA.

## Déroulement de l'enquête
Plusieurs enquêteurs se sont succédé à la tête de l'enquête sans se transmettre les informations et sans vérifier que tout le monde avait correctement fait son travail. Mais surtout, personne n'a eu l'idée de faire le rapprochement entre les cas de disparition des enfants et les traiter comme une seule série de crimes. Car il était dans l'air du temps de nier l'existence de « crimes décadents de type occidental » en Union Soviétique auxquels la censure communiste assimilait entre autres les meurtres en série. La réputation et le respect dont jouissait Slivko auprès des enfants et des dirigeants locaux lui procurait une certaine tranquillité. Son statut de membre du parti communiste le protégeait également. Seule la jeune adjointe au procureur Tamara Langouïeva n'en a pas tenu compte et a interrogé les enfants après avoir eu vent des « expériences » au fond de la forêt. Il s'est ensuivi une perquisition à la maison de Slivko et dans les locaux du club Tcherguid où on a fini par trouver les films et le journal intime du meurtrier. La jeune inspectrice a été immédiatement dessaisie de l'enquête sous prétexte de son peu d'expérience dans ce genre d'affaires, mais plus probablement pour permettre à ses supérieurs de partager la gloire de son exploit.

## Culture de masse
- Le chanteur russe de horrorcore Alexeï Tourtchinski a écrit une chanson intitulée Le Directeur de Tcherguid dédiée à Anatoli Slivko.
- L'émission de télévision russe Kriminalnaïa Rossia lui a consacré un épisode intitulé Le Journal d'un loup-garou
- L'épisode de l'émission de télévision russe Sledstvye veli (Следствие вели) no 149 du 15 octobre 2010  présenté par Leonid Kanevski et intitulé Tortionnaire renommé (en référence à Enseignant renommé) lui a consacré.